# 비련 (1983년 영화)
"비련"은 1983년에 개봉한 대한민국의 영화이다.

## 캐스팅
- 박선희
- 하재영
- 남궁원
- 김선자
- 김애경
- 김성찬
- 이천우
- 전유성
- 남수정
- 박용팔
- 길달호
- 조영수